# Victor Habchy
 (août 2025).
Motif : l'utilisateur qui a apposé ce bandeau n'a pas précisé le motif de la pose.
- Archive Wikiwix
- Bing
- Cairn
- DuckDuckGo
- E. Universalis
- Gallica
- Google
- G. Books
- G. News
- G. Scholar
- Persée
- Qwant
- (zh) Baidu
- (ru) Yandex

| 1. | Préciser le motif de la pose du bandeau. | Précisez le motif de la pose du bandeau en utilisant la syntaxe suivante : {{admissibilité à vérifier\|date=août 2025\|motif=remplacez ce texte par le motif}}                     |
| 2. | Informer les utilisateurs concernés.     | Pensez à avertir le créateur de l'article, par exemple, en insérant le code ci-dessous sur sa page de discussion : {{subst:avertissement admissibilité à vérifier\|Victor Habchy}} |

 (août 2025).
 (août 2025).
 (août 2025).
Si vous disposez d'ouvrages ou d'articles de référence ou si vous connaissez des sites web de qualité traitant du thème abordé ici, merci de compléter l'article en donnant les références utiles à sa vérifiabilité et en les liant à la section « Notes et références ».
 (août 2025).
La mise en forme du texte ne suit pas les recommandations de Wikipédia : il faut le « wikifier ».
Les points d'amélioration suivants sont les cas les plus fréquents :
- Les titres sont pré-formatés par le logiciel. Ils ne sont ni en capitales, ni en gras.
- Le texte ne doit pas être écrit en capitales (les noms de famille non plus), ni en gras, ni en italique, ni en « petit »…
- Le gras n'est utilisé que pour surligner le titre de l'article dans l'introduction, une seule fois.
- L'italique est rarement utilisé : mots en langue étrangère, titres d'œuvres, noms de bateaux, etc.
- Les citations ne sont pas en italique mais en corps de texte normal. Elles sont entourées par des guillemets français : « et ».
- Les listes à puces sont à éviter, des paragraphes rédigés étant largement préférés. Les tableaux sont à réserver à la présentation de données structurées (résultats, etc.).
- Les appels de note de bas de page (petits chiffres en exposant, introduits par l'outil «  Source ») sont à placer entre la fin de phrase et le point final[comme ça].
- Les liens internes (vers d'autres articles de Wikipédia) sont à choisir avec parcimonie. Créez des liens vers des articles approfondissant le sujet. Les termes génériques sans rapport avec le sujet sont à éviter, ainsi que les répétitions de liens vers un même terme.
- Les liens externes sont à placer uniquement dans une section « Liens externes », à la fin de l'article. Ces liens sont à choisir avec parcimonie suivant les règles définies. Si un lien sert de source à l'article, son insertion dans le texte est à faire par les notes de bas de page.
- La présentation des références doit suivre les conventions bibliographiques. Il est recommandé d'utiliser les modèles {{Ouvrage}}, {{Chapitre}}, {{Article}}, {{Lien web}} et/ou {{Bibliographie}}. Le mode d'édition visuel peut mettre en forme automatiquement les références.
- Insérer une infobox (cadre d'informations à droite) n'est pas obligatoire pour parachever la mise en page.

Pour une aide détaillée, merci de consulter Aide:Wikification.
Si vous pensez que ces points ont été résolus, vous pouvez retirer ce bandeau et améliorer la mise en forme d'un autre article.
Victor Habchy, créateur de contenus, vidéaste et photographe français, s’est notamment fait connaître grâce à ses clichés fascinants réalisés lors du festival Burning Man, capturant des atmosphères surréalistes et poétiques sans retouche excessive
Basé à Paris, il décline son talent sur Instagram avec plus de 280 000 abonnés, partageant ses rencontres et ses voyages à travers des images à la fois oniriques et sincères i
En janvier 2023, il est présenté comme un véritable « touche‑à‑tout » du contenu digital, dans le cadre d’un portrait sur Story Jungle : à 30 ans, il est à l’origine des For You Awards, une cérémonie récompensant les nouveaux talents sur TikTok, YouTube et Instagram, et est également derrière le compte Instagram Guide Ultime, dédié aux meilleures adresses street food à Paris. Il annonce aussi avoir lancé une école gratuite de création de contenus à Paris

## Biographie
Victor Habchy, né le 16 août 1991 à Rouen, est un photographe et créateur de contenu français.
Au cours de ses études, il participe à des échanges universitaires qui le conduisent d'abord en Turquie, puis en Asie, qu'il traverse à vélo en compagnie d'un ami. Lors de ce voyage, il s'intéresse particulièrement à la gastronomie locale et à la street food.
Installé à Paris, il commence en 2020 à publier des vidéos présentant différents établissements de Paris. Avec le développement de la plateforme TikTok, il entreprend la réalisation d'une série de vidéos quotidiennes poursuivant le même objectif.

### Origines
D’origine franco-egyptienne, Victor Habchy grandit dans l’Oise.

## Entreprenariat
En 2020, il co-fonde la société Le Guide Ultime, dans le prolongement de sa série de vidéos quotidiennes visant à mettre en avant des adresses et bons plans à Paris. L’entreprise contribue à la promotion de la street food et à la popularisation de formats tels que « Le restaurant préféré de… » ou « Les meilleurs… de Paris ».
Parallèlement, il lance l’initiative For You Awards, une cérémonie destinée à mettre en lumière des créateurs de contenu, organisée par et pour ces derniers. En 2023, il annonce la création à Paris d’une école gratuite dédiée à la formation de créateurs de contenu, motivée par le constat qu’une majorité d’entre eux se sentent isolés et rencontrent des difficultés dans la gestion de leurs partenariats.
En 2024, Le Guide Ultime participe à l’émission Qui veut Être Mon Associé ?, dans l’objectif de développer l’entreprise et de renforcer son impact auprès des restaurants et, plus largement, des commerçants parisiens .

### Engagements
Il utilise ses réseaux sociaux pour aider les personnes souffrant de précarité, et mettre en lumière des parcours de vie atypiques.
Youtube :
L’aventure Moderne - Réalisateur
Skins Party - Réalisateur
A short Film about Love - Réalisateur
Réseaux sociaux :
https://www.facebook.com/Victor.Habchy.Photography